# Kelewele

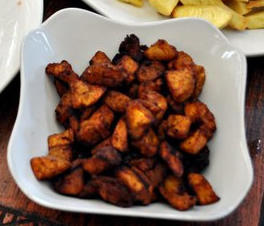
Een schaaltje met kelewele

Kelewele is een populaire Ghanese snack van gebakken bakbananen, gekruid met specerijen. Het gerecht wordt meestal verkocht door straatverkopers, vooral 's nachts. Soms wordt het ook geserveerd bij rijst, stoofpotten en pinda's, of het wordt gegeten als dessert of tussendoortje. Kelewele is ook populair bij het ontbijt.
De bakbananen worden geschild en vervolgens in blokjes gesneden. Deze worden meestal gekruid met gember, cayennepeper en zout, maar ook uien, anijs, kruidnagel, nootmuskaat, kaneel en chilipoeder worden gebruikt. Daarna worden ze in hete olie gebakken. De bakbananen mogen niet te zacht zijn, anders absorberen ze te veel olie. 

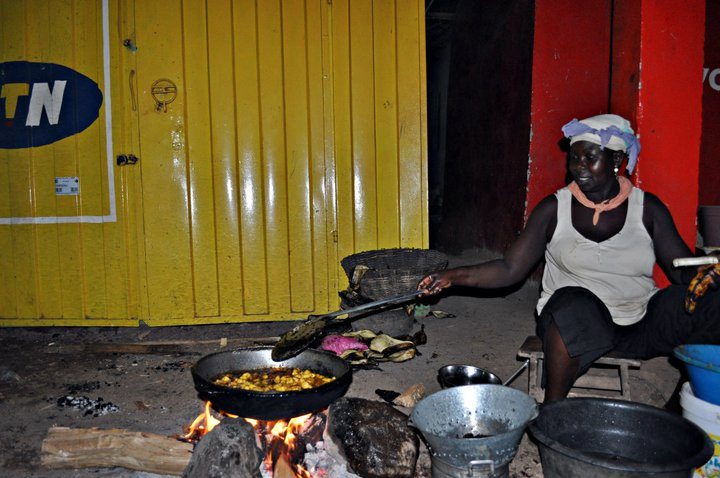
Een verkoopster met kelewele in Takoradi (Ghana)